# Samuel H. Cassidy
Samuel H. Cassidy (* 16. Januar 1950 in Shreveport, Louisiana) ist ein US-amerikanischer Politiker. In den Jahren 1994 und 1995 war er Vizegouverneur des Bundesstaates Colorado.

## Werdegang
Samuel Cassidy studierte an der University of Oklahoma und der University of Tulsa. Er studierte Jura und wurde Rechtsanwalt. Politisch schloss er sich der Demokratischen Partei an. Zwischen 1991 und 1994 saß er im Senat von Colorado, wo er zwei Jahre lang die demokratische Fraktion anführte.
Im Jahr 1993 wurde Cassidy zum Vizegouverneur von Colorado an der Seite von Roy Romer ernannt. Dieses Amt bekleidete er zwischen 1994 und 1995. Dabei war er Stellvertreter des Gouverneurs. Zwischen 1998 und 2000 war er CEO der Colorado Association of Commerce and Industry. Danach lehrte er an der University of Denver die Fächer Jura und Ethik. Außerdem praktiziert er als Anwalt.